# Gallapo
Gallapo è una circoscrizione mista (mixed ward) della Tanzania situata nel distretto di Babati, regione del Manyara. Conta una popolazione di 19 578 abitanti (censimento 2012).